# 360

## Nașteri
- Hypatia din Alexandria, matematiciană, filozoafă și astronomă greacă (d. 415)